# Dinoponera quadriceps
Dinoponera quadriceps  (лат.) — один из самых крупных в мире видов муравьёв из подсемейства понерины (Ponerinae). Найден только в Южной Америке (эндемик северо-восточной Бразилии, встречается в регионе атлантических прибрежных лесов и саванн: Каатинга и Серраду). Чёрного цвета муравьи длиной около 3 см (немного меньше, чем у близкого вида Dinoponera gigantea). Скапус усиков длиннее, чем ширина головы. Опушение головы короткое, щёки и бока головы сетчато-пунктированные. Первый членик задних лапок по своим размерам превосходит длину головы.
Семьи малочисленные (около 100 особей), состоят из бескрылых рабочих и крылатых самцов, морфологическая каста маток отсутствует. Функциональную роль яйцекладущей самки выполняет альфа-рабочий (гамэргаты). Свой статус лидера он получает в ходе сложных иерархических отношений с другими членами семьи (остальные рабочие могут откладывать только трофические яйца). Гнездятся в почве на глубине до 1 м, муравейники состоят из нескольких подземных камер (до 16, в среднем из 8) с одним (редко больше) выходами на поверхность. Основу диету составляют мёртвые членистоногие, смена и мелкие фрукты, иногда ловят живых беспозвоночных. Фуражировка одиночная. Диплоидный набор хромосом 2n = 92.